# Bolyphantes mongolicus
Bolyphantes mongolicus là một loài nhện trong họ Linyphiidae.
Loài này thuộc chi Bolyphantes. Bolyphantes mongolicus được Loksa miêu tả năm 1965.